# Сребреница у средњем веку
Сребреница у средњем веку припадала је подручју Осата и била један од најзначајнији центара ширег подручја Подриња. Значај Сребренице за економски живот на подручју Осата, чији се први помен имена налази у архиви дубровачке власти из 1352. године, огледао се у томе што је њен развој условљавао и управно и економско јачање и ширење подручја Оста, са Сребреницом, као значајни економским центаром, и доста самосталним управним дистриктом са јаком дубровачком колонијом. У средњем веку Сребреница је променило више господара док није потпала под Османско царство. Колики је био значај Осата и Сребреница у средњем веку илуструје податак да је 13 пута мењали свога господара, све до пада под Турску, и даа је пет пута била у србијанским, четири пута у босанским, три пута у турским и једанпут под угарском влашћу.
Након пада и Босне, а тиме и Сребренице у Османлијске руке, она почиње да се економски и културно распада, јер је османлијска култура ову за онај период напредну варош постепено претварала у касабу. Са Османлијама престаје златни период сребреничке рударске делатности, а историја сребреничког рударског насеља престаје даље да се развија, а главно богатство задржало се још једино у лковитим водама које извиру на подручју Сребренице.

## Положај и припадност
Први помен имена Сребренице налази се у архиви дубровачке власти од 16. августа 1352. године, када су двојица дубровачких књигоноша записала да су на захтев Груба Менчетића предали писмо Бевењутићу (Bene de Benuennuta) „in Seberniça”..Мада се и од 1333 године. у данашњим развалинама Доњег града, чувеног средњовековног „Сребреника”, помиње постојање дворског простора босанског краља Стефана II Котромањића, који је владао Сребреницом (мада је тешко одговорити да ли је њена утврда „Сребреник” претходила настанку насеља, или се уз ово стратешки врло значајно насеље развила утврда, коју често миешају са Сребреником у подножју Мајевице).
Сребреница се у 14. веку, у ширем смислу, налазила унутар земље Усоре, на подручју босанске облати Подриња (Треботића), и често је у средњем веку давало и усорског војводу. У сложеној феудалној структури босанске државе седећа хијерархијска лествица јесте „земља”. У раном средњем веку Сребреница и Осат су припадали „земљи” Усори међутим каснијом феудалном децентрализацијом ранија област Треботић — Подриње прераста у земљу при чему цело подручје остаје под управном усорског војводе. Управо ту улогу усорског војводе крајем 14. и почетком 15. веа заузимају особе чије се порекло веже за Подриње.
Земља Усора са Сребреницом у њој у средњем веку као и данас, налазила се у ширем подручју Осата — који је још од босанског раног средњег виека имао специфичности самосталне природно-привредне целине (жупе). у Географском смислу Осат је део Подриња, а у најужем значењу риечи, омеђен порјечјем Дрињаче са запада и севера, а обронцима планине Јавора — са југа. Читаво подручје — са сливовима 7–8 мањих Дрининих притока, представља јасну, иако не сасвим хомогену, географску целину.
| „ | Данашње народно поимање Осата има два садржаја: један — ужи, који одговара османлијској нахији Осат, и један — шири и не сасвим јасан ,у који спада главнина данашњег братуначко-сребреничког подручја. Специфичне етнолошке особине Осата јасно су изражене само на подручју ужега Осата. Значајно је, ипак, „напоменути да се, по правилу,овако изразите етнолошке специфичности одржавају на просторима који су у давној прошлости били организовани као жупа. | ” |

Град Сребреница била је у средњм веку једно од најстаријих насеља, не само у Босни и Херцеговини већ и на Балканском полуоострву, захваљујући друштвено-историјском развоју условљеном пре свега рударству у коме је Сребреница више векова било миграционо стециште. За време босанског краља Стефана II Котромањића Сребреница је била изнад свих рудника у Босни јер је давала три пута више руде од осталих рудника.
Градска управа Сребренице у средњем виеку била је састављена од градског већа са кнезом на челу, коме су у градским пословима, у време владавине српских деспота, понекад помагали и верски поглавари (православни митрополит сребренички и гвардијан католичке Цркве. Због великог броја Дубровчана у Сребреници је била основана и њихова извршна власт на чијем челу је стајао конзул. Постојао је и посебан суд који је решавао спорове Дубровчана, а био је постављен од стране Малог вића Дубровачке републике. Сребреница је имала и градски статут „закон Сребренице”, међутим, за рударе је важио посебан закон. Као највише тело стајала је рударска скупштина која је решавала све спорове везане за рударе и рудник. Оваква правна институција у Сребреници задржала се скоро цео средњи век.
Аутохтони становници Сребренице сусретали су се и мешали са досељеним имигрантима, пре свега Дубровчанима, Сасима, Османлијама, Власима и другим. Како су досељени становници по правилу били различитих етничких и рели-гијских припадности, то је неминовно послије културног довело и до биолошког мешања простор Сребренице мултиетничним и мултирелигиозним становништвом. После Стефана дошли су краљ Твртко II 1377. године. Сребреница је 1390. давала краљу Твртку 850 литри чистог сребра годишње. Као је Сребреница напредовала у привредном погледу око ње су се формирала мања насеља, али и под њеним утицајем и нови економски центри Звоник (данашњи Зворниик). Дубровчани тада само Ново Брдо данас истоимено село код Гњилана и Сребреницу називали градовима јер број становника био до 40.000, док Рим у то време имао тек око 15.000 становника.
Године 1411. Сребреницу је заузео мађарски краљ Жигмунд. У Будиму на Духове 1412. године, на свом двору, краљ Жигмунд окупио је владаре са којима је био пријатељ и савезник, и све кнезове и веће војводе који су му признавали врховну власт. Тада је у Сребреница и околиним подручјима своје значајне поседе имао Драгиша Дињичић, који се помиње у повељи из 1400. године као свједок „од Подриња”. Такође, познато је да су Дињичићи признавали Златоносовиће који су обављали дужност усорског војводе као своју господу. Свакако да овај важан податак иде у прилог чињеници да су изнад њих у хијерархији стојале усорске војводе, што упућује да је и ово оближње сребреничко подручје припадало Усори, те као такво улазило у састав усорске (босанске) земље Подриња.
Угарски краљ Жигмунд Луксембуршки је након рата против Босне, из њеног састава издвојио Сребреницу и поклонио је српском деспоту Стефану Лазаревићу 1411. године. Стефан Лазаревић је своју владавину у тој области започео једним тешким чином. Кад су се у руднику Сребреници побунили рудари, наредио је да се коловође казне стављањем усијаних белутака под колена, и тако заувек остану осакаћени. У старом ћирилском српском документу који описује како је Сребреница освојена од Босне, за њене становнике се каже: "Се же вси јереси богомилские сут".
У поседу Србије, Сребреница се помиње први пут 2. октобра 1413. године, када је деспот Стефан Лазаревић владо Сребреницом, Знепољем, Мачвом, Београдом и Зетом. Та деспотска држава била је за трећину већа од оне коју је имао његов отац Кнез Лазар. Србија у овом историјском периоду представљала је државу значајне вредности, која је међу балканским народима Србима омогућавала да буду најбољи иза Турака. Деспоту су рудници Ново Брдо и Сребреница доносили велике приходе (годишње и до 250.000 дуката).
Сребреница је остала српска све до 1440. године, када је припала Османлијама.

## Етничка и религијска различитост становништва Сребренице
У Сребреници, према неким историјским подацима, главну средњовековну етничку структуру становништва били су Босанци, Дубровчани, Саси, а било је делимичнои Србијанаца.

### Етничка различитост
Сребреница је кроз историју свог развитка имала разноврсну етничку структуру. У раном средњем веку доминирали су Римљани. У Сребреници су живели и јужнословенски народи. Главно житељи у Сребреници били су Босанци, Дубровчани, Саси и Србијанци, затим као завојевачи Мађари а потом Турци. У Сребреници је било повремено и Арбанаса који су били насељени око риеке Дрине и служили се баналачким тајним говором.
Сребреница није била изолован случај друштвено-историјске мултилатералности, већ напротив, она је због свог урбаног развоја била карактеристичан пример целокупног босанског друштва на подручју источне Босне. О настанку и развоју мултирелигиозности и мултиетничности у источној Босни познати етнолог Јован Цвијић пише:
| „ | „Ово је област православних и муслимана, и први чине већину становништва. Махом су поријеклом из санџачког Старог Влаха, још више из црногорских брда и црногорске Херцеговине; они су сишли Дрином у ову област све до Гласинца на Романији. Противно њима муслимани су у огромној већини старинци (староседиоци) и они дају карактер китњастим турско источњачким варошимацеле области, нарочито фочи, Вишергаду, Пљевљима.”) | ” |

### Верска различитост
Има мишљења да су у религијском смислу сви становници Сребренице почетком 15. века били припадници Цркве босанске. У Летопису деспота Стефана Лазаревића од Константина Филозофа за становнике Сребренице наводи се да су „сви ереси богумилски.” 
Латински извори су увек сматрали Православну Цркву за шизматичку (расколничку) те су под називом „Босанска црква” подразумевали ретку, малобројну и незнатну скупину јеретика манихејске јереси, под називом Богумили, што по неким историчарима није тачно јер у то време није записано деловање поменуте верске заједнице на подручју Сребренице. Али је зато забележено да је у духовном погледу у Сребренице и околине доминира учење Цркве босанске, о чему говори и чињеница да се у непосредној близини Сребренице налазила и значајна хижа Цркве босанске Љупсково (Glubschouo) с почетка 15. века. На то  утицај Цркве босанске указује и потврђује, концентрација Стећака на овом подручју.
Да је Сребреница била мултиетничких, религијских и културних идентитета, говори и податак у бројним изворима да су на овом простору деловале ти цркве: Православна Црква и римокатолички ред фрањеваца, којима је Бан Степан Други одобрио оснивање самостана (Олово, фојница, Сребреница) и Црква босанска.
Богумилско учење
У десетом веку у Боснској феудалној држави ово подручје постало је важно уточиште прогнаника и присталица једног новог учења које се супростављало раном хришћанству. Ово ново учење о будућем спасењу увео је бугарски јеретик поп Богумил, па је учење и добило назив богумилство. Његова догма се сводила на то да постоје два виша бића, један добрии један зли бог. Богумилство се брзо ширило половином десетог века из Македоније, далеко преко граница Византијског царства. чак и по Немачкој, Италији и француској.
Богумилско учење које се прво простирало у западним деловима Србије, од Љига до Дрине, прешло је и на Осат и Сребреницу у источној Босни, сведо Романије. Да је било богумила међу становницима средњовјековног Осата, непобитно потврђују до дана данашњег сачувани примјерци стећака на више локалитета.
Долазак Фрањеваца на простор Сребренице
Долазак Фрањеваца везује се за 1292. године, по налогу Римске цркве, са циљем ширења католицизма међу становништвом у Сребреници. Фрањевци су у Сребреници подигли самостан и Цркву свете Марије (које се спомињу 1378. и 1514. године). 
Неколико је разлога зашто су Фрањевци дошли у Сребреницу, али су два најзначајнија:
- Први разлог, велика привредни, демографски и културни значај Сребренице у том раздобљу, не само за босанско Подриње већ за циелу Босну и суседне државе.
- Други разлог, који је био битнији, чињеница да је недалеко од града Сребренице, у насељу Љубскову, било седиште дида, верског поглавара припадника Цркве босанске, аутентичне и аутономне духовноидејне садржајности средњовековне Босне.[17]

Долазак Православне цркве
Своју присутност међу становништвом Сребренице, поред Цркве босанске и Католичке имала је и Православна црква. Добијањем аутокефалности 1219. године, српска Црква повећала је број својих епископија, тако да се границе Српске архиепископије ширила не само према југу него и према северу, на просторима на којима су краљеви Драгутин и Милутин учврстили српску власт. Вероватно су од краја 13. века у саставу српске Цркве биле и Босанска епископија у области Соли (данашња Тузла) и Усоре.
У то време помиње се православни епископ Василије, а за место његовог столовања претпоставља се да је била Сребреница. Наиме за време власти српског деспота Стефана Лазаревића, он је нарочиту пажњу посветио рудницима у Сребреници у којима је упетостручио производњу сребра. А на целом овом подручју које је као вазал добио од мађарског краља Сигисмунда подизао је православне светиње. Чим је заузео Сребреницу он је у њој око 1413. године саградио Цркву.
Интензивнији утицај Православне цркве у Босни ширио се из Рашке и Дукље након успостављања Османске државне власти у Босни 1463. године.

### Долазак Османлијске власти и прихватање ислама
Доласком у Босну Османска државна власт затекла је босанско друштво са развијеном мултирелигијском структуром, јасно издиференцираному три религијска учења, са три религијске институционалне организације:
- Припаднике учења Цркве босанске, у народној традицији познати као „богумили”.[23]
- Припаднике католицизма и католичке црквене организације
- Припаднике православља институционално организоване у Православној цркви.[24]

Након успоставе Османске државне власти и насилне смене власти средњовековне босанске државе, десиле су се најзначајнији друштвене промене укључујући и процес прихватања ислама. Прихват ислама на подручју Сребренице, као уосталом и у другим крајевима Босне и Херцеговине, није значио само промену религијских уверења и религијских обреда, већ и промену укупних друштвено-културних садржаја друштвеног живота. Након нестанка Сребреничке митрополије дуго ће се осећати у Сребреници недостатак архијерејског трона као и несигурност Православног живља.
Битне карактеристике прихватања исламакао друштвено-религијског процеса била је поступност (који је трајао најмање један век), ненасилност, изградња исламских религијских објеката, међу којима су предњачиле џамије, формирање друштвеног слоја исламски образованих људи који су својом делатношћу утицали на укупни динамизам босанског друштва у османском периоду.
Значајну улогу у друштвено-религијском процесу у Сребреници имале су сребреничке џамије и имамска фамилија Ђозић, што су потврдили многобројни историјски извори. Тврђавска џамија, изграђена 1462. године у сребреничкој тврђави изнад града најранија је џамија у Сребреници. Прва градска џамија изграђена је у периоду између 1481. и 1512. године, која би могла према непоузданим подацима, могла бити или на локацији данашње Ђозића џамије у Црвеној Ријеци или, на локацији данашње Чаршијске џамије. Бела џамија изграђена је на рушевинама дубровачке Цркве Светог Николе, након њенога рушења 1686. године, (за време Бечког рата и одласка Фрањеваца и католичког становништва из Сребренице. Имамска фамилија Ђозић староседелачка је породица Сребренице чије је живљење у Сребреници дуго виђе од 300 година, и чија је карактеристика фамилије непрекинута традиција имамског позива дуга, такође, преко 300 година, што их сврстава међу најзначајније имамске фамилије у Босни и Херцеговини.

## Политичке и економске прилике
Осат и Сребреница у средњем веку, трговали са свим околним земљама а највише са Србијом, Угарском, Дубровником, као и са свим већим градовима Јадранског приморја. Поред саскe рударске општине у Сребреници је била и јака дубровачка колонија са већим бројем богатих дубровачких породица. Дубровник је овде имао и свог конзула, свој суд за решавање спорова између грађана. Око 1333. године у Сребреници је столовао босански краљ Стефан Котроманић, који је изнад Бујаковића, на врху планинског масива који доминира целим подручјем, подигао јако утврђење Кулину, као и утврђени град Ђурђевац на изласку из највећег дринског кањона, у близини Перућца. Ова утврђења штитила су богата рудна налазишта око подручје Осата и Сребренице, која су непрестано било мета околних држава и поприште разних освајача.
Нереди који су настали у Босни после 1389. године, због упада Османлија и због унутрашњих борби, омели су јачање веза између Сребренице и Дубровника, због нечасних радњи између дубровачких трговаца у Сребреници и краља Твртка. После тих борби око Сребренице мађарски краљ Сигисмунд је решио да богати град Сребреницу преда деспоту Стефану Лазаревићу, јер му је био одан за разлику од босанских краљева. Србија је тако закорачила на босанску територију.
Српски деспот Стефан Лазаревић поново је успоставио дипломатске везе са Дубровачком републиком и дао повластице дубровачким трговцима у својој земљи, дас би им те повластице нешто касније укинуо, јер неки Дубровачки трговци нису плаћали дажбине деспоту. Неки трговци бивају бачени у тамнице а имања су им конфоскована. И поред свих покушаја да се односи изгладе српски деспот уводи нове намете које не прихвата Дубровачка република и њени трговци у Сребреници. Република је 1418. године решила да поново прекине трговачке везе са Србијом, мада су односи између Дубровачке републике и деспота за Сребреницу више пута затезани и решавани.
Босански великаши никако нис умогли да прихвате уступање Сребренице деспоту Стефану па су у више наврата припремали нападе на Сребреницу да би је отели. Те нападе предводио је босански краљ Твртко II. Стефанов наследник је био Ђурађ Бранковић, његов нећак, коме је он предао Сребреницу на управљање на великом сабору у јулу 1426. године, који је одржан у Сребреници и на којем је био присутани српски патријарх.
Губљењем значајних рударских градова на подручју Косова од стране Османлија, Стефан Лазаревић, а касније и његов наследник Ђурађ Бранковић, окренули су се ка Сребреници и рудом богатом подручју Осата. Они су довели у Сребреницу и у осаћанске руднике проверене рударе Сасе који су овде наставили посао започет у великим рударским градовима попут Новог Брда на Косову. Са рударима Сасима Стефан Лазаревић је највероватније довео и српске неимаре избегле из освојених градова на Косову.
Непосредно иза 1459. године Сребреница улази у састав Османског царства. Током друге половине 15. века више пута је страдала због ратних дејстава између Османског царства и Угарске. На прелазу из 15/16. век прилике су се стабилизовал и Сребреница се постепено опоравља. Средњовековни град Сребреник, на брду изнад Сребренице, постала је османско војно утврђење са најстаријом џамијому њему и развија се под утицајем исламско-оријенталне урбанизације. Издваја се пословно средиште града Чаршија и стамбени диелови–махале.